# 索尔多特纳
索尔多特纳（英語：Soldotna），是美国阿拉斯加州的一座城市。该市的人口在2000年为3759人，2010年有4163人。人口在阿拉斯加州排行第14。